# Irmingard de Bavière
Irmingard Marie-Josèphe, princesse de Bavière, née le 19 mai 1923 à Berchtesgaden et morte le 23 octobre 2010 au château de Leutstetten, est un membre de la famille Wittelsbach.

## Biographie

### Famille
La princesse Irmingard, née en 1923 au château royal de Berchtesgaden, est la fille aînée du prince héritier Rupprecht de Bavière et de sa seconde épouse la princesse Antonia de Luxembourg,. 
Irmingard de Bavière a un frère aîné : Heinrich (1922-1958) et quatre sœurs cadettes : 1) Editha (1924-2012), 2) Hilda (1926-2002), 3) Gabriele (1927-2019) et 4) Sophie (née en 1935). Elle a également un autre frère aîné, Albert de Bavière (1905-1996), seul enfant survivant, issu de la première union de son père avec Marie Gabrielle en Bavière.

### Jeunesse
Comme ses sœurs, Hilda et Gabriele, Irmingard est née dans la résidence d'été de la famille à Berchtesgaden. À la suite de l'élection d'Adolf Hitler, les membres de la famille Wittelsbach ont commencé à souffrir de la persécution par les nazis. Dès le début du 3e Reich, le palais des Wittelsbach à Munich leur est confisqué et sert à partir d'octobre 1933 de siège munichois de la Gestapo, puis à partir de 1934-1935, de prison de la Gestapo. Le château de Leutstetten, résidence d'été de la famille, leur est également confisqué.
À partir de 1936, Irmingard et sa sœur Editha sont envoyées au pensionnat du couvent du Sacré-cœur en Angleterre à Roehampton. L'année suivante, ses sœurs Hilda et Gabriele les rejoignent. Son frère Heinrich est également venu en Angleterre en 1938 et a étudié à 16 ans à l'Université d'Oxford. Irmingard effectue le reste de ses études en Belgique et en Italie à Padoue.

### Exil
Durant une partie de la Seconde Guerre mondiale, à l'invitation du roi d'Italie Vittorio Emanuele elle vécut en exil en Italie. Le roi avait envoyé sa voiture à Munich afin de permettre à sa famille de quitter le pays. Coupée de ses biens en Allemagne, sa famille vécut grâce au soutien des amis et parents. Son père Rupprecht réussit à se cacher des nazis à Florence où il a travaillé dans un appartement du Palazzo Pecori-Giraldi.

### Incarcération
Peu de temps après le 20 juillet 1944, Irmingard et de nombreux autres membres de la maison Wittelsbach furent arrêtés et déportés dans les camps de concentration. Irmingard tenta de s'enfuir vers la Suisse. Mais malade de la fièvre typhoïde, elle fut arrêtée en septembre 1944 par la Gestapo. Affaiblie par la maladie et une infection à la suite d'une transfusion sanguine, elle fut soignée à l'hôpital d'Innsbruck. À la fin février 1945, quand l'Armée rouge encerclait la capitale, Irmingard et sa famille étaient prisonniers au camp de concentration de Flossenbürg près de Ratisbonne.

### Libération

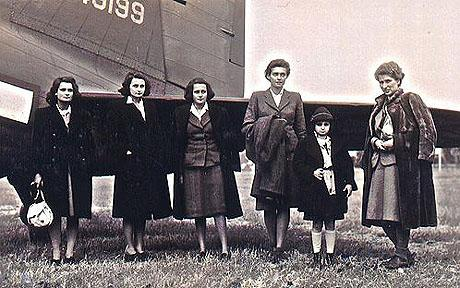
Editha, Hilda, Gabriele, Irmingard et Sophie de Bavière avec Paula von Bellegarde en mai 1945 à Augsbourg.

En mai 1945, Irmingard et ses sœurs parviennent à quitter l'Allemagne et trouvent refuge au grand-duché de Luxembourg où règne leur tante maternelle, la grande-duchesse Charlotte.

### Mariage et descendance
Le 19 juillet 1950, elle épouse civilement à Leutstetten, et religieusement le lendemain, au château de Nymphenburg, son cousin germain Louis de Bavière (1913-2008), prince de Bavière, fils aîné de François Marie Luitpold de Bavière et de la princesse Isabelle-Antoinette de Croÿ. Ils deviennent parents de trois enfants, dont un seul survit :
- Luitpold de Bavière (1951), né au château de Leutstetten le 14 avril 1951, épouse en 1979 Beatrice Wiegand (1951), dont cinq enfants ;
- Irmingard de Bavière, née et morte au château de Leutstetten le 2 janvier 1953 ;
- Philippine de Bavière, née et morte au château de Leutstetten le 26 juin 1954.

### Après la guerre
En 1955, Irmingard achète le château de Kaltenberg, où son fils, Luitpold dirige la brasserie König Ludwig Schlossbrauerei et produit la bière König Ludwig (roi Louis), avec 340.000 hectolitres par an. 
Irmingard meurt, le 23 octobre 2010, à l'âge de 87 ans, dans son château de Leutstetten et est inhumée à l'Abbaye d'Andechs.

## Honneurs
Irmingard de Bavière est :
- Dame d'honneur de l'ordre de Thérèse (Royaume de Bavière) ;
- Dame de l'ordre de Sainte-Élisabeth (Royaume de Bavière).

## Ascendance de Irmingard de Bavière
|  |                                               |  |  |  |  |  |  |  |  |  |  |  |  |
|  | 8. Luitpold de Bavière                        |  |  |  |  |  |  |  |  |  |  |  |  |
|  |                                               |  |  |  |  |  |  |  |  |  |  |  |  |
|  |                                               |  |  |  |  |  |  |  |  |  |  |  |  |
|  | 4. Louis III de Bavière                       |  |  |  |  |  |  |  |  |  |  |  |  |
|  |                                               |  |  |  |  |  |  |  |  |  |  |  |  |
|  |                                               |  |  |  |  |  |  |  |  |  |  |  |  |
|  | 9. Auguste-Ferdinande de Habsbourg-Toscane    |  |  |  |  |  |  |  |  |  |  |  |  |
|  |                                               |  |  |  |  |  |  |  |  |  |  |  |  |
|  |                                               |  |  |  |  |  |  |  |  |  |  |  |  |
|  | 2. Rupprecht de Bavière                       |  |  |  |  |  |  |  |  |  |  |  |  |
|  |                                               |  |  |  |  |  |  |  |  |  |  |  |  |
|  |                                               |  |  |  |  |  |  |  |  |  |  |  |  |
|  | 10. Ferdinand Charles Victor d'Autriche-Este  |  |  |  |  |  |  |  |  |  |  |  |  |
|  |                                               |  |  |  |  |  |  |  |  |  |  |  |  |
|  |                                               |  |  |  |  |  |  |  |  |  |  |  |  |
|  | 5. Marie-Thérèse de Modène                    |  |  |  |  |  |  |  |  |  |  |  |  |
|  |                                               |  |  |  |  |  |  |  |  |  |  |  |  |
|  |                                               |  |  |  |  |  |  |  |  |  |  |  |  |
|  | 11. Élisabeth de Habsbourg-Hongrie            |  |  |  |  |  |  |  |  |  |  |  |  |
|  |                                               |  |  |  |  |  |  |  |  |  |  |  |  |
|  |                                               |  |  |  |  |  |  |  |  |  |  |  |  |
|  | 1. Irmingard de Bavière                       |  |  |  |  |  |  |  |  |  |  |  |  |
|  |                                               |  |  |  |  |  |  |  |  |  |  |  |  |
|  |                                               |  |  |  |  |  |  |  |  |  |  |  |  |
|  | 12. Adolphe de Luxembourg                     |  |  |  |  |  |  |  |  |  |  |  |  |
|  |                                               |  |  |  |  |  |  |  |  |  |  |  |  |
|  |                                               |  |  |  |  |  |  |  |  |  |  |  |  |
|  | 6. Guillaume IV de Luxembourg                 |  |  |  |  |  |  |  |  |  |  |  |  |
|  |                                               |  |  |  |  |  |  |  |  |  |  |  |  |
|  |                                               |  |  |  |  |  |  |  |  |  |  |  |  |
|  | 13. Adélaïde d'Anhalt-Dessau                  |  |  |  |  |  |  |  |  |  |  |  |  |
|  |                                               |  |  |  |  |  |  |  |  |  |  |  |  |
|  |                                               |  |  |  |  |  |  |  |  |  |  |  |  |
|  | 3. Antonia de Luxembourg                      |  |  |  |  |  |  |  |  |  |  |  |  |
|  |                                               |  |  |  |  |  |  |  |  |  |  |  |  |
|  |                                               |  |  |  |  |  |  |  |  |  |  |  |  |
|  | 14. Michel Ier de Portugal                    |  |  |  |  |  |  |  |  |  |  |  |  |
|  |                                               |  |  |  |  |  |  |  |  |  |  |  |  |
|  |                                               |  |  |  |  |  |  |  |  |  |  |  |  |
|  | 7. Marie-Anne de Portugal                     |  |  |  |  |  |  |  |  |  |  |  |  |
|  |                                               |  |  |  |  |  |  |  |  |  |  |  |  |
|  |                                               |  |  |  |  |  |  |  |  |  |  |  |  |
|  | 15. Adélaïde de Löwenstein-Wertheim-Rosenberg |  |  |  |  |  |  |  |  |  |  |  |  |
|  |                                               |  |  |  |  |  |  |  |  |  |  |  |  |
|  |                                               |  |  |  |  |  |  |  |  |  |  |  |  |

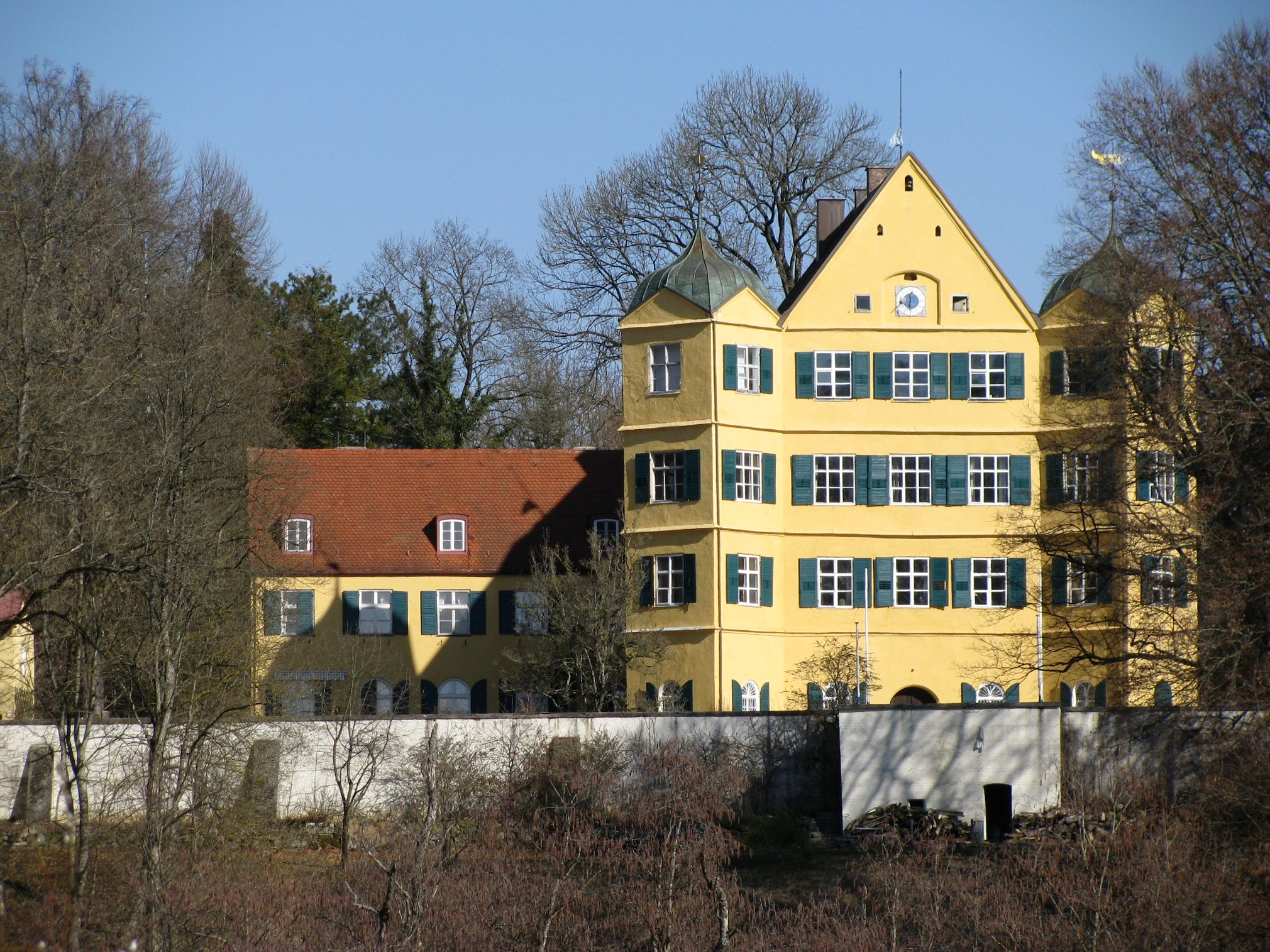
Château de Leutstetten
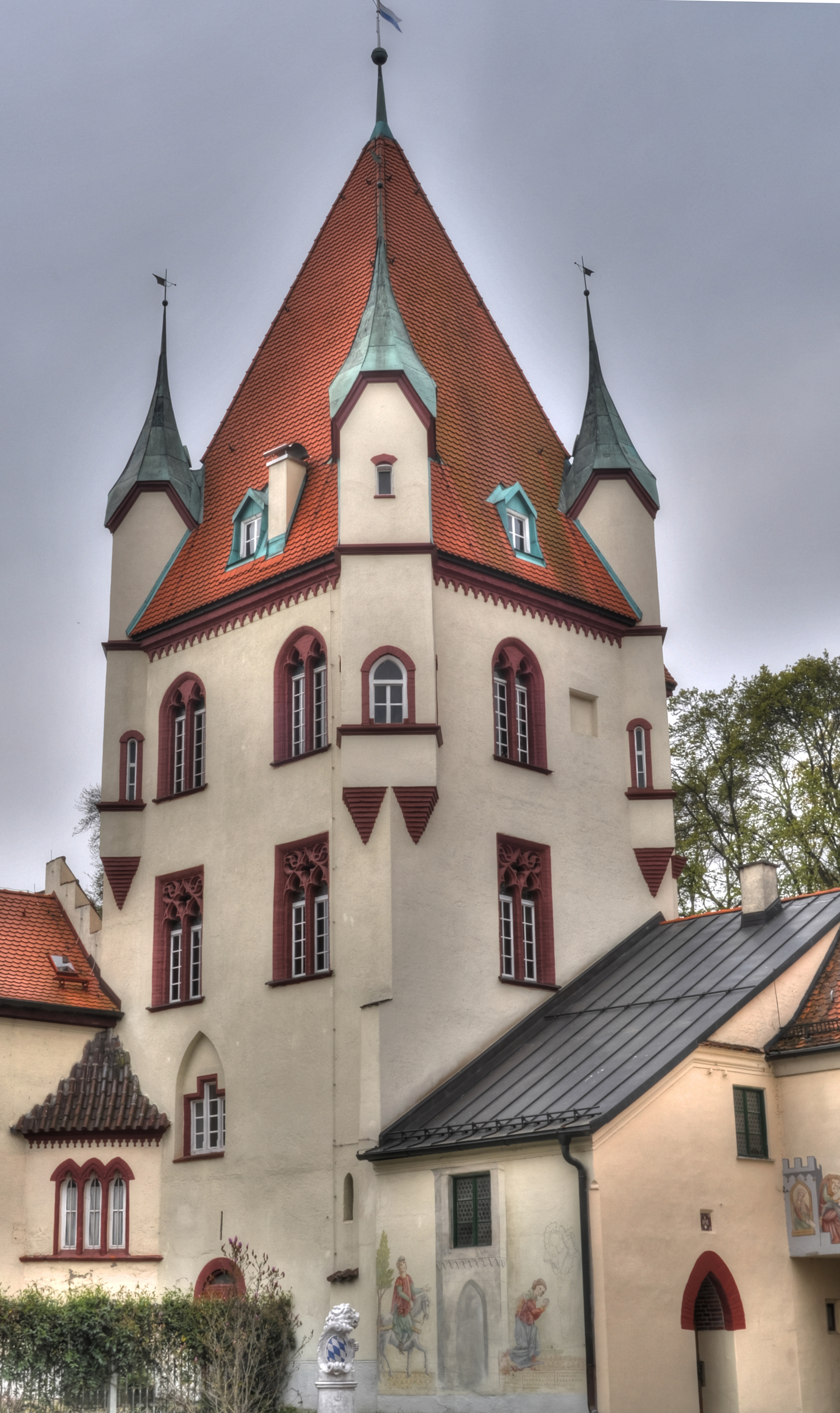
Château de Kaltenberg